# Grafo cúbico

El Grafo de Petersen es un grafo cúbico.

En teoría de grafos, un grafo cúbico o grafo trivalente es un grafo cuyos vértices son todos incidentes a exactamente tres aristas. En otras palabras, un grafo cúbico es un grafo 3-regular.
Un grafo bicúbico es un grafo bipartito cúbico.

## Historia
- 1880: Peter Guthrie Tait conjetura que todo grafos cúbico sin puentes planar tiene algún circuito hamiltoniano. William Thomas Tutte encuentra un contraejemplo: un grafo de 46 vértices (ahora llamado como él) en 1946.

- 1934: Ronald M. Foster comienza a coleccionar ejemplos de grafos simétricos cúbicos, con lo que se daría inicio al Censo de Foster.[1]

- 1971: William Tutte conjetura que todos los grafos bicúbicos son ciclos hamiltonianos. Sin embargo, Horton halla un contraejemplo de 96-vértices.

- 2003: Petr Hliněný demuestra que el problema de encontrar el número de cruzamiento (el mínimo número de aristas que se cruzan en un grafo dado) de un grafo cúbico es NP-hard, a pesar de que tienen un grado pequeño. Existen, no obstante, algoritmos de aproximación prácticos para encontrar el número de cruzamiento de grafos cúbicos.